# Giuseppe Signore
Giuseppe Signore (Monteroni di Lecce, 31 gennaio 1872 – Firenze, 11 agosto 1944) è stato un vescovo cattolico italiano.

## Biografia
Dopo il conseguimento delle lauree in teologia e lettere classiche fu nominato penitenziere della cattedrale di Lecce e, successivamente, rettore del seminario di Lecce.
Papa Benedetto XV lo destinò alla diocesi di Telese o Cerreto il 20 giugno 1918. Ricevé l'ordinazione episcopale il 24 agosto e prese possesso della diocesi il 20 ottobre attraverso il vicario capitolare mons. Carlo Luigi Di Lella. Entrò solennemente a Cerreto Sannita, sede della diocesi, il 1º dicembre.
Durante il suo mandato incrementò e riprese la pratica religiosa delle Quarantore in tutta la diocesi, favorì lo sviluppo dell'Azione Cattolica in tutti i comuni posti sotto la sua giurisdizione, impose annuali esercizi spirituali per i sacerdoti e missioni per meglio catechizzare i fedeli.
Volle l'istituzione di asili infantili in ciascuna comunità parrocchiale e patrocinò numerose attività post scolastiche istituendo oratori e ricreatori. Scrisse numerose lettere pastorali ed esortazioni. Nel 1919 fondò il periodico "La Regina dei Monti" con lo scopo di illustrare la fede e la storia dei santuari mariani della diocesi. Tre anni dopo istituì il Bollettino Diocesano allo scopo di diffondere notizie sugli atti e sugli eventi della comunità.
Chiese ed ottenne dalla Santa Sede l'autorizzazione a vendere oggetti votivi al fine di realizzare un impianto elettrico all'interno della Cattedrale di Cerreto Sannita.
Il 4 luglio 1923 chiese alle Suore degli Angeli di affidare loro i lavori di cucina e di pulizia del seminario diocesano di Cerreto Sannita, lavoro che hanno svolto per novant'anni.
A causa di problemi di salute era costretto ad assentarsi dalla diocesi ogni tre-quattro mesi. Nel 1928 chiese ed ottenne la rinuncia alla diocesi. Successivamente si trasferì a Firenze dove morì nel 1944.

## Genealogia episcopale
La genealogia episcopale è:
- Cardinale Scipione Rebiba
- Cardinale Giulio Antonio Santori
- Cardinale Girolamo Bernerio, O.P.
- Arcivescovo Galeazzo Sanvitale
- Cardinale Ludovico Ludovisi
- Cardinale Luigi Caetani
- Cardinale Ulderico Carpegna
- Cardinale Paluzzo Paluzzi Altieri degli Albertoni
- Papa Benedetto XIII
- Papa Benedetto XIV
- Papa Clemente XIII
- Cardinale Marcantonio Colonna
- Cardinale Giacinto Sigismondo Gerdil, B.
- Cardinale Giulio Maria della Somaglia
- Cardinale Carlo Odescalchi, S.I.
- Cardinale Costantino Patrizi Naro
- Cardinale Lucido Maria Parocchi
- Vescovo Gennaro Trama
- Vescovo Giuseppe Signore

## Opere
- Giubileo Universale e Coerenza cristiana, 1926